# Поромна
Поро́мна (до травня 2017 року — Іллічівськ-Поромна) — тупикова вантажна залізнична станція філії «Оператор припортових станцій».
Розташована на південній околиці смт Таїрове Одеського району Одеської області на лінії Одеса-Західна — Поромна, найближча станція Одеса-Західна (5 км).
Обслуговує поромну переправу Одеса — Варна.
Станцію було відкрито 1978 року. Пасажирський рух відсутній. Станція обслуговує виключно вантажні перевезення.